# Passiflora filipes
Passiflora filipes je biljna vrsta iz porodice Passifloraceae. Raste od Texasa preko srednje Amerike do Venezuele i Kolumbije.